# Movimento dos Novos Intelectuais de Angola
O Movimento dos Novos Intelectuais de Angola (MNIA) foi uma organização cultural nacionalista, de Angola. Viriato da Cruz e outros elementos, formaram o MNIA em 1948. O movimento tinha um carácter contestatário demonstrado nas suas poesias publicadas na revista Mensagem, que descreviam, por um lado, as difíceis condições sociais dos musseques, os bairros degradados de Luanda; e, por outro lado, tinha implícitas reivindicações nacionalistas. O seu objectivo era a criação de literatura própria, de origem angolana, quebrando, assim, os laços com as imposições colonialistas de Portugal. Foi um dos movimento que deu origem ao MPLA, tendo sido importante para a fundação deste pois para além de Viriato da Cruz, passaram pelo MNIA Agostinho Neto e António Jacinto.
Em 1950, o MNIA enviou uma carta as Nações Unidas pedindo que fosse concedido a Angola, o estatuto de protectorado sob supervisão das Nações Unidas.